# Cymothoe sessiana
Cymothoe sessiana är en fjärilsart som beskrevs av Schoutenden 1912. Cymothoe sessiana ingår i släktet Cymothoe och familjen praktfjärilar. Inga underarter finns listade i Catalogue of Life.